# ميخائيل فليشر
ميخائيل فليشر (بالإنجليزية: Michael Fleischer)‏ هو عالم معادن ‏ أمريكي، ولد في 27 فبراير 1908 في بريدجبورت في الولايات المتحدة، وتوفي في 5 سبتمبر 1998 في تشيفي تشايس ‏ في الولايات المتحدة.